# Kwaïti
Kwaïti is een fictieve staat uit de strip Agent 327 door Martin Lodewijk. Kwaïti is gebaseerd op Haïti en zoals dat land een deel van het eiland Hispaniola (behorend tot de Grote Antillen) is, ligt Kwaïti op het eiland Vispaniola, dat deel uitmaakt van de Grotere Antillen. Van 1964 tot 1971 zuchtte Haïti onder het juk van de beruchte dictator François Duvalier, alias Papa Doc. Zo voert in Kwaïti de half krankzinnige en agressieve Doctor Papa het bewind. Evenals Papa Doc is hij nogal bedreven in de cultus van de voodoo. Hij roept regelmatig de boze geest baron Sabato aan. Waar Papa Doc echter overleed in 1971 bleef Doctor Papa nog jarenlang aan de macht.
Net als Haïti kreeg ook Kwaïti echter een wapenembargo opgelegd door de Verenigde Naties, waarop Doctor Papa door middel van smokkel in Rotterdam aan wapens probeerde te komen. Agent 327 en zijn medestrevers wisten de transacties echter te saboteren. Een wraakplan jegens Agent 327 liep op niets uit, en in plaats van dat Doctor Papa de scheepslading wapens in handen kreeg waarop hij gehoopt had, werd zijn thuisfort gebombardeerd en kregen de rebellen op zijn eiland een resterend deel van de wapens in handen.
Wat er toen gebeurd is, is niet precies duidelijk, maar uiteindelijk werd Doctor Papa verdreven, en sloeg hij met zijn lijfwacht, de Bonbon Macoute op de vlucht. Vervolgens nam hij de macht over in Marihuwijne. Daarbij wordt vermeld dat het nieuwe regime de partijvorming heeft verboden en een nieuwsstop heeft afgekondigd, wat impliceert dat het regime van Doctor Papa uiteindelijk gewoon heeft plaatsgemaakt voor een nieuwe dictatuur.